# Liste der Fornminnen in Kristianopel

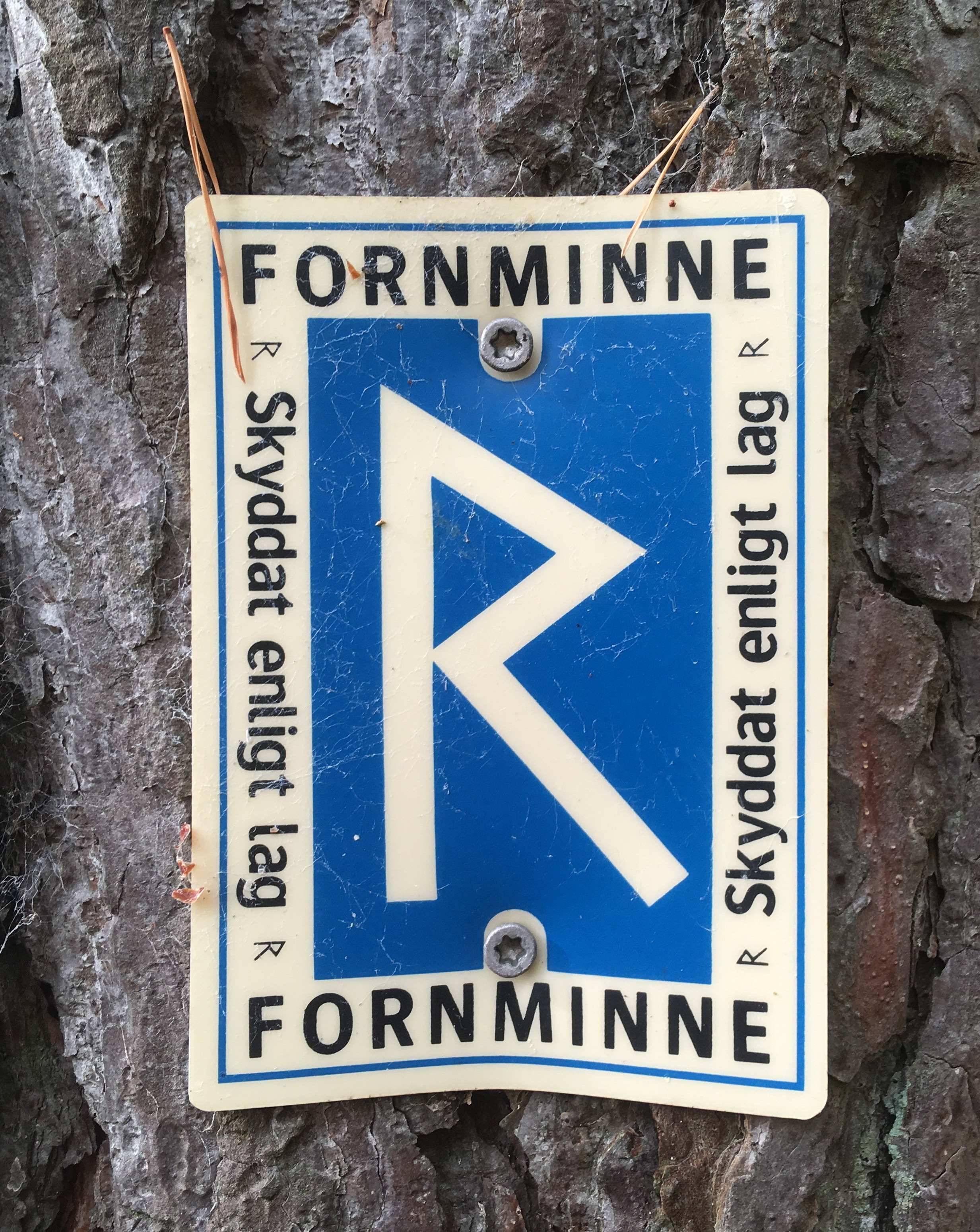
Zeichen für „Fornminnen“ in Schweden

Diese Liste der Fornminnen in Kristianopel zeigt die „Alten/antiken Denkmale“ (schwedisch fornminnen) im ehemaligen Socken Kristianopel in der heutigen Gemeinde Karlskrona der südschwedischen Provinz Blekinge län, sie ist eine Teilliste der „Liste der Fornminnen in Blekinge“. Die Aufteilung basiert auf der historischen Zuordnung der Gebiete in Socken (siehe auch) und der Einteilung des Zentralamts für Denkmalpflege Riksantikvarieämbetet (RAÄ). Es werden die Fornminnen aufgeführt, die auf dem Suchdienst „Fornsök“ registriert sind, welcher weitere Informationen zu den bekannten kulturhistorischen Überresten in Schweden enthält.

## Begriffserklärung
Fornminnen (schwedisch für alte/antike Denkmale oder archäologische Funde) sind in Schweden alte Objekte und archäologische Funde (Fornlämningar), welche die Überreste menschlicher Aktivitäten in der Vergangenheit bezeichnen, die durch frühere Nutzung entstanden sind und dauerhaft aufgegeben wurden. Dabei gilt für Fornminnen, die vor 1850 entstanden sind, dass sie automatisch durch das Gesetz geschützt sind. Aber auch jüngere Überreste können zu Bodendenkmalen erklärt werden, wenn sie sich an ihrem ursprünglichen Standort befinden und weitgehend erdgebunden sind. Als Fornminnen zählen u. a. Siedlungen und Siedlungsreste aus prähistorischer Zeit, Gräber und Grabstätten, Burgruinen, Ruinen von Klöstern, Kirchen und Schlössern, Steine und Felsen mit Inschriften und Bildern (z. B. Runensteine und Petroglyphen), insofern sie nicht schon als Einzeldenkmal unter Byggnadsminnen (schwedisch für Baudenkmale) oder kyrkliga Kulturminnen (schwedisch für kirchliches Kulturgut) ausgewiesen sind.

## Legende
| ID           | = | ID.Nr. des Denkmalregisters (Fornsök) im schwedische Amt für nationales Kulturerbe (Riksantikvarieämbetet (RAÄ)) |
| Lage         | = | Koordinatenangabe des Standorts                                                                                  |
| Bezeichnung  | = | Bezeichnung des Denkmalobjekts (auch RAÄ-Nr.)                                                                    |
| Beschreibung | = | Name (Denkmaltyp/Dokumentenverweis im Arkivsök) sowie eine kurze Beschreibung des Objekts                        |
| Bild         | = | Bild des Objekts sowie Verweis auf weitere Bilder                                                                |

## Liste Fornminnen Kristianopel
| ID             | Lage    | Bezeichnung (RAÄ-Nr.) | Beschreibung | Bild           |
| -------------- | ------- | --------------------- | --- | -------------- |
| 10100200010001 | (Karte) | Kristianopel 1:1      | Kristianopel 1:1 (Burg / L1979:5575) ehemaliges Burggelände (auch als schwedisch Brömsehus bekannt) ca. 500 m östlich der Ortschaft Bröms am Ufer des Kalmarsund etwa 9 km nördlich Kristianopel ist ein ca. 220 x 140 m großes Gelände, welches als Standort einer Burg registriert ist. Es besteht aus einem ca. 50 x 50 m erhöhten großen Burgplateau, welches mehrseitig von verschiedenen tw. mit Steinen befestigen Gräben umgeben ist und im Norden grenzt es an den Verlauf des schwedisch Brömsebäck. Das Gebiet ist tw. mit Wegen erschlossen und am westlichen Zugang befindet sich eine Informationstafel, welche die ehemalige Wehranlage als dänische Grenzfestung aus dem 13. - 14. Jh. ausweist. (Bildnachweis der ehemaligen Festung) | Weitere Bilder |
| 10100202060001 | (Karte) | Kristianopel 206:1    | Kristianopel 206:1 (Stadtmauer / L1979:5703) Stadtmauer des alten Stadtgebiets von Kristianopel (Abmessungen ungefähr 950 × 170 m) aus dem frühen 17. Jh.; Mauern etwa 2-3 m hoch und 3 m breit, Teile der Mauern sind aufgebrochen oder verschwunden; im Osten und Westen rekonstruiert; an den Ecken sind Reste von ehemaligen Bastionen und Gräben erkennbar. | Weitere Bilder |
| 10100202060003 | (Karte) | Kristianopel 206:3    | Kristianopel 206:3 (Kapelle / L1979:6133) Die Ruinenreste der ehemaligen ersten Kirche von Kristianopel befinden sich unter einem Hügel (auch als schwedisch "Kärringkullen" bezeichnet) im Südteil der rekonstruierten Stadtbefestigung Kristianopel 206:1 (L1979:5703). Sie wurde um 1600 anstelle der ehemaligen Peterskirche von Avaskär errichtet, als der dänischen König Christian IV. die Stadt Kristianopel errichten ließ. Im Verlauf des Kalmarkrieg wurde sie jedoch 1611 von der schwedischen Armee unter Kronprinz Gustav II. Adolf völlig zerstört. 1618-1624 wurde etwas weiter nördlich die Dreifaltigkeitskirche (siehe auch Denkmal-ID: 21300000003514) errichtet.                                                                  | Weitere Bilder |
| 10100202190001 | (Karte) | Kristianopel 219:1    | Kristianopel 219:1 (Grabstein / L1979:5402) ca. 1,2 m hoher und 0,7 m breiter Grabstein, in einem Waldstück westlich Bråtelycke, 50 m östlich von den Grundstücken Eklundtorpsvägen 12/14 | Weitere Bilder |
| 12000000124523 | (Karte) | Kristianopel 258      | Kristianopel 258 (Steinsetzung / L1978:7341) ca. 5 m im Durchmesser große Steinsetzung ca. 1 km südöstlich von Brömsebro und etwa 500 m nördlich des Fossilienfeld Kristianopel 259 (L1978:7330) | Weitere Bilder |
| 12000000124524 | (Karte) | Kristianopel 259      | Kristianopel 259 (Fossilienfeld / L1978:7330) ca. 90 x 90 m großes Gelände mit etwa 30 Steinhügelgraber mit einem Durchmesser von 2 bis 4 m und einer im östlichen Teil des Areals verlaufenden Steinmauer. Das Gebiet liegt etwa 1 km nordwestlich des Högasand Naturreservats und ca. 200 m nördlich eines weiteren Fossilienfelds Kristianopel 241:1 (L1979:3621) sowie etwa 500 m südlich der Steinsetzung Kristianopel 258 (L1978:7341) | Weitere Bilder |
| 12000000125842 | (Karte) | Kristianopel 263      | Kristianopel 263 (Steinhügelgrab / L1978:7450) Steinhügelgrab bei Signemåla, ca. 3 km nordwestlich von Kristianopel; mit ca. 11 m Durchmesser, mittig ein etwa 1 m hoher Steinblock; befindet sich nördlich im Fossilienfeld Kristianopel 264 (L1978:7451) | Weitere Bilder |
| 12000000125843 | (Karte) | Kristianopel 264      | Kristianopel 264 (Fossilienfeld / L1978:7451) ca. 220 x 215 m großes fossiles Ackerland ca. 3 km nordwestlich von Kristianopel bei Signemåla bestehend aus mindestens 6 ehemaligen Feldern, ca. 40 Gräben und 10 Steinsträngen, welche unregelmäßige von Terrassenkanten begrenzt sind. Im Gebiet befinden sich die Steinhügelgraber Kristianopel 263 (L1978:7450) und Kristianopel 265 (L1978:7472) | Weitere Bilder |
| 12000000125847 | (Karte) | Kristianopel 265      | Kristianopel 265 (Steinhügelgrab / L1978:7472) etwa 9 m im Durchmesser großes rundes Steinhügelgrab bei Signemåla, ca. 3 km nordwestlich von Kristianopel; befindet sich südlich im Fossilienfeld Kristianopel 264 (L1978:7451) | Weitere Bilder |
| 12000000125992 | (Karte) | Kristianopel 268      | Kristianopel 268 (Hausfundament / L1978:7458) Fundort eines historischen runden Zeltboden (ca. 9 m Durchmesser) mit Steinkanten und befestigter Feuerstelle in der Mitte (4 sichtbare Randsteine); östlich bei Fågelmara Gård etwa 200 m vom Strand gelegen. | Weitere Bilder |